# نیروی دریایی شیلی
نیروی دریایی شیلی (اسپانیایی: Armada de Chile‎) نیروی دریایی زیرمجموعه نیروهای مسلح شیلی است، که فعالیت خود را از سال ۱۸۱۷ آغاز کرد.